# Tom Waes

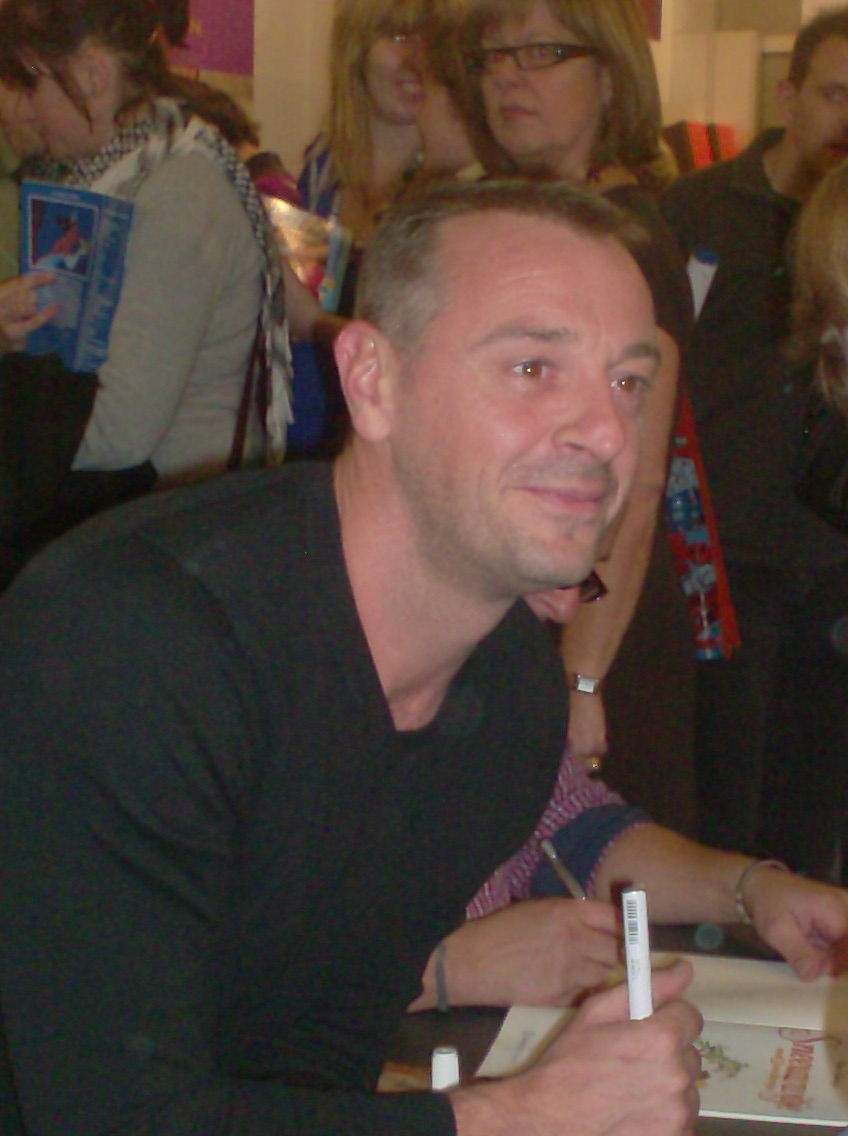
Tom Waes, 2010

Tom Waes (* 7. November 1968) ist ein belgischer Schauspieler und Regisseur.

## Leben
Bekanntheit erlangte Waes bereits in verschiedenen Fernsehsendungen, unter anderem in der Spätabendsendung De Laatste Show, die Comedyserie Het Geslacht De Pauw und die Comedyshow Tragger Hippy. Auch hatte er eine Rolle in De Zaak Alzheimer, einem Film von Eric Van Looy.
Seit dem 6. April 2008 war Tom Waes in der Sendung Tomtesterom zu sehen. In dieser Sendung geht er dem Wahrheitsgehalt verschiedener Ratgeber auf den Grund. Nachdem das Format bereits auf één erfolgreich lief, wurde es später auch von der niederländischen AVRO und vom deutschen ZDFneo übernommen. Dort wird die Sendung als Der Extremtester ausgestrahlt. Nach 3 Staffeln wurde die Sendung 2012 eingestellt.
Waes ist seit September 2013 mit einer neuen Reisesendung Reizen Waes ebenfalls wieder auf dem Sender één zu sehen. In dieser Sendung reist er durch Länder und Gebiete, die wegen Unruhen und anderer Gefahren von Touristen sonst gemieden werden. In Deutschland wird die Sendung seit September 2016 auf Kabel eins Doku unter dem Titel Reisen auf eigene Gefahr ausgestrahlt.
2010 nahm Waes während einer Ausgabe von Tomtesterom ein Schlagerlied mit dem Titel Dos cervezas (zwei Biere) auf. Das Lied erreichte große Popularität in Flandern und belegte am 29. Mai 2010 den ersten Platz in den flämischen Singlecharts „Ultratop 50“. Im gleichen Jahr erreichte Dos cervezas Goldstatus und wurde von Radio 2 zum Sommerhit 2010 gekürt. Bei mehreren flämischen Sängern und im flämischen Parlament stieß das Lied jedoch auf Kritik, da es als Wiederbelebungsversuch der flämischen Schlagermusik angesehen wird. Im Sommer 2011 nahm die deutsche Partysängerin Ina Colada eine deutschsprachige Version von Dos cervezas auf und machte das Lied damit auch in Deutschland bekannt.
Beim internationalen Ski-Verband FIS ist er für den FIS-Cup als Skispringer registriert. Sein Wintersportverein heißt Testeron.
Waes hat drei Kinder und wohnt in Antwerpen.

## Filmografie (Auswahl)
- 2019: Undercover (Fernsehserie)

## Trivia
- In einer Folge Tomtesterom stellte Tom Waes einen Rekord im so schnell wie möglich Pizza essen auf.[2] Der Rekord wurde von Guinness World Records anerkannt, aber mittlerweile überboten.
- Für eine andere Episode nahm Waes am Marathon des Sables teil. Er belegte mit einer Zeit von 48 Stunden, 29 Minuten und 32 Sekunden den 495. Platz.[3]
- In einer weiteren Folge von Tomtesterom erlernte er in einem Monat die Grundkenntnisse der Fliegerei und flog als Abschluss eine Boeing 737-800 von Brüssel nach Ostende (Touch and Go) und von dort zurück nach Brüssel.[4]